# David Petersson
David Vilhelm Petersson, född 16 februari 1882 i Hökhuvuds församling, Stockholms län, död 11 januari 1971 i Sala, Västmanlands län, var en svensk präst. Han var svärson till Henrik Böhme och bror till Natanael Petersson.
Petersson, som var son till kontraktsprost Anders Johan Petersson och Ulrika Alfrida Westerberg, blev efter studier i Uppsala student där 1901, avlade teologisk-filosofisk examen 1902, blev teologie kandidat 1906 samt avlade praktisk teologiska prov, folkskollärarexamen och prästvigdes samma år. Han blev förste komminister i Älvkarleby församling 1910, komminister i Väddö församling 1910, i Alfta församling 1915, kyrkoherde i Norrala församling 1925, i Alfta församling 1936 och prost i Voxnans kontrakt 1942. Petersson skrev Några minnen från A.J. Peterssons hem i Hökhuvud och Torsåker (i "Minnen från prästhem i ärkestiftet", 1933).